# Fritz F. Steininger

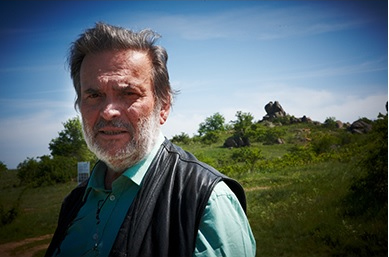
Fritz F. Steininger, 2018

Friedrich Franz „Fritz“ Steininger (* 7. April 1939 in Wien) ist ein österreichischer Geologe und Paläontologe.

## Leben
Fritz Steininger wuchs in Eggenburg (Niederösterreich) auf. Er besuchte dort auch die Volksschule und danach das Realgymnasium in Wien, wo er 1957 die Matura mit Auszeichnung bestand. Noch im gleichen Jahr begann er an der Universität Wien das Studium der Paläontologie (bei Othmar Kühn, Adolf Papp und Erich Thenius), in Verbindung mit Zoologie (bei Wilhelm Marinelli, Wilhelm Kühnelt, Rupert Riedl und Anneliese Strenger) Geologie, (bei Eberhard Clar, Christof Exner, Alexander Tollmann und Walter Medwenitsch), Sedimentologie (bei Hans Wieseneder) und Botanik (bei Karl Höfler und Lothar Geitler). Er schloss das Studium im Mai 1962 mit der Promotion zum Doktor der Philosophie ab, 1969 folgte die Habilitationsschrift über Die Eggenburger Schichtenserie und ihr Stratotypus im Neogen des österreichischen Anteiles der Zentralen Paratethys sowie die Lehrbefugnis für Paläontologie.
Von Anfang 1959 bis Mitte 1962 war Steininger wissenschaftliche Hilfskraft am Wiener Institut für Paläontologie und im Anschluss daran bis 1972 am gleichen Ort Hochschulassistent sowie von 1972 bis 1977 Oberassistent. Im Dezember 1977 wurde er zum außerordentlichen Professor für Evertebraten-Paläontologie der Universität Wien ernannt und Ende 1984 am gleichen Ort zum ordentlichen Universitätsprofessor für Biostratigraphie. Von September 1995 bis Oktober 2005 war er Direktor des Forschungsinstitutes Senckenberg in Frankfurt am Main und zugleich Professor für Historische Geologie und Paläontologie an der Universität Frankfurt am Main. Nach seiner Pensionierung zog er wieder nach Eggenburg.
Steininger hat annähernd 400 wissenschaftliche Arbeiten veröffentlicht, insbesondere zu Themen des Lebens und der Umwelt in den vergangenen 65 Millionen Jahren und mit einem besonderen Fokus auf die Biostratigraphie des Neogens und die Rekonstruktion der Geografie der Mittelmeerregion und ihre angrenzenden Gebiete, die Paratethys, mit Hilfe fossiler Muscheln und Schnecken. Darüber hinaus entstanden diverse interdisziplinäre Arbeiten, insbesondere in Zusammenarbeit mit den österreichischen Instituten für Ur- und Frühgeschichte sowie Archäologie zu den Ernährungsstrategien der vorzeitlichen Bevölkerung und zu Fragen der natürlichen Werkstoffe und ihrer Ressourcen.
Durch seine engen Beziehungen zu Eggenburg, seine Vorfahren waren durch lange Zeit hier sehr einflussreich, ist Fritz Steininger auch in dieser Stadt wissenschaftlich tätig. Als Obmann der Krahuletz-Gesellschaft – in der Nachfolge von Heinrich Reinhart – war er federführend an der Neugestaltung und Neuinterpretation des Krahuletz-Museums in Eggenburg beteiligt, für das er über Jahrzehnte hinweg zahlreiche Sonderausstellungen konzipierte. Auch zur Initiierung und Gründung des Kulturparks Kamptal hat er – gemeinsam mit Herwig Friesinger – entscheidend beigetragen.

## Auszeichnungen und Mitgliedschaften
- 1996 Wissenschaftspreis des Landes Niederösterreich
- 1996 Goldener Ehrenring der Stadt Eggenburg
- 2000 Mitglied der Leopoldina[5]
- 2000 Österreichisches Ehrenkreuz für Wissenschaft und Kunst I. Klasse
- 2004 Ehrenmitglied der Paläontologischen Gesellschaft
- 2004 Preis der Stadt Wien für Naturwissenschaften[6]
- 2005 Hessischer Verdienstorden
- 2005 Korrespondierendes Mitglied der mathematisch-naturwissenschaftlichen Klasse im Inland der Österreichischen Akademie der Wissenschaften[7]
- 2006 Leopold-von-Buch-Plakette
- 2006 Ehrenmitglied der Geologischen Vereinigung[8]
- 2008 Goldene Senckenberg-Medaille
- 2020 Eduard-Sueß-Medaille

## Publikationen (Auswahl)
- 1963: Die Molluskenfauna aus dem Burdigal (Untermiozän) von Fels am Wagram in Niederösterreich. In: Denkschriften der Akademie der Wissenschaften, math.-naturw. Klasse. Band 110, Wien, S. 7–59, doi:10.1007/978-3-7091-5510-3 (zobodat.at [PDF]).
- 1967: Ein weiterer Zahn von Dryopithecus (Dry.) fontani darwini ABEL, 1902 (Mammalia, Pongidae) aus dem Miozän des Wiener Beckens. In: Folia Primatologia. 7, 243–275, doi:10.1159/000155124.
- 1971, mit J. Senes: M1 Eggenburgien. Die Eggenburger Schichtengruppe und ihr Stratotypus. In: Chronostratigraphie und Neostratotypen. Miozän der Zentralen Paratethys. Band II. (SAV), Bratislava.
- 1973, mit E. Thenius: 100 Jahre Paläontologisches Institut der Universität Wien, 1873–1973. (Eigenverlag des Pal. Inst.), Wien.
- 1975, mit L. A. Nevesskaja (Hrsg.): Stratotypes of Mediterranean Neogene Stages. Band 2. (VEDA), Bratislava.
- 1977: Integrated Assemblage Zone Biostratigraphy at Marine – Nonmarine Boundaries; an example from the Neogene of Central Europe. – In: Kauffman, E. G., J. E. Hazel und B. Duffy Heffernan (Hrsg.): Concepts and Methods of Biostratigraphy. Paleontolog. Society.
- 1979, mit A. Papp: Current biostratigraphic and radiometric correlations of Late Miocene Central Paratethys stages (Sarmatian s.str., Pannonian s.str., and Pontian) and Mediterranean stages (Tortonian and Messinian) and the Messinian Event in the Paratethys. In: Newsletter on Stratigraphy. Band 8, Nr. 2, S. 100–110, doi:10.1127/nos/8/1979/100.
- 1982: Neogene to Quaternary Terrestrial Mammal Faunas and Biogeographical Implications. – In: Stanley, D. J. und F. C. Wezel: Geological Evolution of the Mediterranean Basin. Abstracts. Nato Advanced Res. Inst. Erice (Sicily).
- 1983, Fred Rögl und F. F. Steininger: Vom Zerfall der Tethys zu Mediterran und Paratethys. In: Annalen des Naturhistorischen Museums in Wien. Band 85/A, Wien, S. 135–163 (zobodat.at [PDF]).
- 1984, mit F. Rögl: Palaeogeography and palinspastic reconstruction of the Neogene of the Mediterranean and the Paratethys. In: Dixon, J. E. und A. H. F. Robertson (Hrsg.): The Geological Evolution of the Eastern Mediterranean. S. 659–668. (Blackwell) Oxford, London und Edinburgh.
- 1984, F. Rögl und F. F. Steininger: Neogene Paratethys – Mediterranean and Indo-Pacific Seaways. Implications for the Paleobiogeography of Marine and Terrestrial biotas. In: Brenchley, P. J. (Hrsg.): Fossils and Climatic. Geol. J. Spec. Issue, 11: 171–200. (Wiley), New York City.
- 1984: Conclusions on the biostratigraphic results of the proposed potential Palaeogene/Neogene Boundary Stratotype Sections in Italy (Sizily) and Spain (Betic Cordilleras). In: Rev. Italiana Paleont. & Stratigr. 89: 495–499, Milano.
- 1985, mit G. Rabeder und F. Rögl: Land Mammal Distribution in the Mediterranean Neogene – a consequence of Geokinematic and Climatic Events. S. 559–571 in: Stanley, D. J. & F. C. Wezel (Hrsg.): Geological Evolution of the Mediterranean Basin. (Springer), New York.
- 1985, A. Papp, A. Jambor und F. F. Steininger (Hrsg.): M6-Pannonien (Slavonien und Serbien). In: Chronostrat. & Neostratotypen. 7. (Akad. Kiado), Budapest.
- 1985, mit J. Senes, K. Kleemann und F. Rögl (Hrsg.): Neogene of the Mediterranean Tethys and Paratethys. Stratigraphic Correlation Tables and Sediment Distribution Maps. 2 Bände, (Inst. Paleontol.), Vienna.
- 1986: Dating the Paratethys Miocene Hominoid Record. In: Else, J. G. und Th. C. Lee (Hrsg.): Primate Evolution. Band 1, S. 71–84. (Cambridge Univ. Press), Cambridge (UK).
- 1986, mit G. Wessely, F. Rögl und L. Wagner: Tertiary sedimentary history and tectonic evolution of the Eastern Alpine Foredeep. In: Giornale di Geologia. 48: 285–297. Bologna.
- 1990, mit R. L. Bernor und V. Fahlbusch: European Neogene Marine/Continental Chronologic Correlations. In: Lindsay, E. H., Fahlbusch, V. und P. Mein (Hrsg.): European Neogene Mammal Chronology. S. 15–46. (Plenum Press), New York.
- 1996, als Herausgeber: Erdgeschichte des Waldviertels. In: Das Waldviertel. 45 (56) / 1: 1–158. (Malek), Krems.
- 1996, mit diversen Co-Autoren: Circum Mediterranean Neogene (Miocene and Pliocene) Marine-Continental Chronologic Correlations of European Mammal Units and Zones. In: Bernor, R. L., Fahlbusch, V. und W. Mittmann (Hrsg.): Later Neogene European Biotic Evolution and Stratigraphic Correlation. S. 7–46. (Columbia University Press), New York.
- 1997, mit S. Jaccarino und F. Cati (Hrsg.): In Search of the Paleogene / Neogene Boundary. Part 3: The Global Stratotype Section and Point the G S S P for the Base of the N E O G E N E (The Paleogene / Neogene Boundary). In: Gior. Geol. 59, 192 S., Bologna.
- 1998, mit Gudrun Daxner-Höck, Margit Haas, Johanna Eder, Hermann J. Mauritsch, Barbara Meller, R.M. Scholger: Stratigraphy of the „Basin fill“ in the Early Miocene Lignite Opencast Mine Oberdorf (N Voitsberg, Styria, Austria). In: F. F. Steininger (Hrsg.): The Early Miocene Lignite Opencast Mine of Oberdorf (N Voitsberg, Styria, Austria. Basin): A Multidisciplinary Study. In: Jahrbuch der Geologischen Bundesanstalt. Band 140, Wien, S. 491–496 (zobodat.at [PDF]).
- 1999: Chronostratigraphy, Geochronology and Biochronology of the Miocene „European Land Mammal Mega-Zones“ (ELMMZ) and the Miocene „Mammal-Zones (MN-Zones)“. In: Rössner, G. und K. Heissig (Hrsg.): The Miocene Mammals of Europe. S. 9–24. (F. Pfeil), München.
- 1999, mit A. Kossaz-Pompé (Hrsg.): „quer durch Europa“ – Naturwissenschaftliche Reisen mit Johann Wolfgang von Goethe. In: Kl. Senckenbergreihe. 30: 176 Seiten. (Kramer), Frankfurt am Main.
- 1999, M.-P. Aubry, W. A. Berggren, J. A. Vancouvering und F. F. Steininger: Problems in Chronostratigraphy: stages, series, unit and boundary stratotypes, global stratotype section and point and tarnished golden spikes.In: Earth-Science Reviews. Band 46, Nr. 1–4, S. 99–148, doi:10.1016/S0012-8252(99)00008-2.
- 1999: Il Terziario. L‘Europa durante il Cenozoico. In: G. Pinna: Alle Radici della Storia Naturale d‘Europa. Seicento Milioni di Anni Attraverso i Grandi Giacimenti Paleontologici. S. 165–171. (JACA Book), Milano.
- 1999, mit W. E. Piller: Empfehlungen (Richtlinien) zur Handhabung der stratigraphischen Nomenklatur. In: Courier Forschungsinstitut Senckenberg. 209. Frankfurt am Main.
- 2000: Europa im Känozoikum: Die Tertiär Periode. In: G. Pinna und D. Meischner (Hrsg.): Europäische Fossillagerstätten, S. 165–171. (Springer), Berlin und Heidelberg.
- 2000: „Kulturpark Kamptal“: Eine Milliarde Jahre Erdgeschichte und 30.000 Jahre menschliche Siedlungsgeschichte. Wissenschaft als Grundlage für sanften Kulturtourismus. In: E. Scherer und I. Slawinski (Hrsg.): Kulturparks. Erbe und Entertainment. Pub.Reihe d. Arbeitsgemeinschaft Donauländer, 2: 77–88. (Stummer), St. Pölten.
- 2000, mit Godfrid Wessely: From the Tethyan Ocean to the Paratethys Sea: Oligocene to Neogene Stratigraphy, Paleogeography and Paleobiogeography of the circum-Mediterranean region and the Oligocene to Neogene basin evolution in Austria. In: Mitteilungen der Österreichischen Geologischen Gesellschaft. Band 92, Wien, S. 95–116 (zobodat.at [PDF]).
- 2001: Geotope und Geoparks. Lesbare Archive der Erdgeschichte. Beispiele im Kulturpark Kamptal. In: Das Waldviertel. 50: 136–153. (Malek), Krems.
- 2001, U. Jansen und F. F. Steininger: Die paläontologischen Sammlungen in Deutschland. Inhalte, Erfassung und Gefährdung. In: Kleine Senckenbergreihe. Nr. 42. (Schweizerbart), Stuttgart.
- 2002: Das Känozoische Ärathem. Versuch einer Revision der chronostratigraphischen Gliederung. In: Courier Forschungsinstitut Senckenberg. 237: 39–45. (Schweizerbarth), Frankfurt am Main.
- 2002, M. Harzhauser, W. E. Piller und F. F. Steininger: Circum-Mediterranean Oligo-Miocene biogeographic evolution – the gastropods´point of view. In: Palaeogeography, Palaeoclimatology, Palaeoecology. Band 183, Nr. 1–2, S. 103–133, doi:10.1016/S0031-0182(01)00464-3.
- 2002, mit E. Mauser: Die Molluskenfauna aus den „shell-middens“ der präkolumbianischen Siedlung von Pointe de Caille, St. Lucia, West Indies. Bedeutung für Ernährungsstrategien und Werkzeugherstellung. In: Abhandlungen Senckenbergische Naturforschende Gesellschaft. 556, (Schweizerbarth), Frankfurt am Main.
- 2003, O. Mandic und F. F. Steininger: Computer-based mollusc stratigraphy. A case study from the Eggenburgian (Lower Miocene) type region (NE Austria). In: Palaeogeography, Palaeoclimatology, Palaeoecology. Band 197, Nr. 3–4, S. 263–291, doi:10.1016/S0031-0182(03)00469-3.
- 2004, mit W. E. Piller und F. Rögl (Hrsg.): Oligocene/Miocene transitions in the Eastern Mediterranean. In: Courier Forschungsinstitut Senckenberg. 248. (Nägele & Obermiller), Stuttgart.
- 2004, mit diversen Co-Herausgebern: Lithological-Paleogeographic maps of the Paratethys. 10 maps Late Eocene to Pliocene. In: Courier Forschungsinstitut Senckenberg. 250. (Nägele & Obermiller), Stuttgart.
- 2005, M. Menning und F. Steininger: Die stratigraphische Tabelle von Deutschland 2002 und ihre Erläuterungen – zwischen Idee und Ausblick. In: Newsletter on Stratigraphy. Band 41, Nr. 1–3, S. 1–6, doi:10.1127/0078-0421/2005/0041-0001.
- 2007: Die Wald- und Weinviertler Bausteinlandschaften – Geologischer Untergrund, Bauwerke und Denkmäler. In: Abhandlungen der Geologischen Bundesanstalt in Wien. Band 60, Wien, S. 203–208 (zobodat.at [PDF]).
- 2007: Naturwissenschaftliche Forschungssammlungen: unersetzbare Ressource der Evolutionsforschung – Naturerbe der Menschheit. In: Denisia. Band 20 (= Kataloge der oberösterreichischen Landesmuseen. Neue Serie 66). Linz, S. 753–759 (zobodat.at [PDF]).
- 2008, als Herausgeber: Waldviertel-Kristallviertel: Die steinerne Schatzkammer Österreichs – Gesteine und Mineralien des Waldviertels (= Harald Hitz (Hrsg.): Schriftenreihe des Waldviertler Heimatbundes. Band 49). Druckerei Oskar Buschek, Waidhofen an der Thaya, S. 1–238 (zobodat.at [PDF]).
- 2009, mit diversen Co-Autoren: The Neogene and Quaternary: chronostratigraphic compromise or non-overlapping magisteria? In: Stratigraphy. Band 6, Nr. 1, S. 1–16, doi:10.2307/1484313.
- 2009, mit diversen Co-Autoren: Neogene and Quaternary coexisting in the geological time scale: The inclusive compromise. In: Earth-Science Reviews. Band 96, Nr. 4, S. 249–262, doi:10.1016/j.earscirev.2009.06.006.
- 2013, mit diversen Co-Autoren: Geoscience Teaching and Student Interest in Secondary Schools. Preliminary Results from an Interest Research in Greece, Spain and Italy. In: Geoheritage. Band 7, Nr. 1, S. 13–24, doi:10.1007/s12371-013-0094-4
- 2015, mit Reinhard Roetzel und A. M. Celal Sengör: “Der Meeresspiegel steigt.” Das Konzept der Meeresspiegelschwankungen von Eduard Suess basierend auf den Ablagerungen des Eggenburger Meeres. In: Berichte der Geologischen Bundesanstalt. Band 110, Riegelnik, Wien, S. 1–54 (zobodat.at [PDF]).
- 2016, mit R. Roetzel, M. Heinrich und M. Linner: Geologische Spaziergänge: Markante Gesteine des Waldviertels. – Die Gesteinsstelen vor dem Krahuletz-Museum in Eggenburg. Geologische Bundesanstalt, Wien.
- 2017, mit A. Kusternig und H. Stift: Bemalte Landmöbel aus einer Weinviertler Tischlerwerkstätte in Röschitz, N.Ö. In: Das Waldviertel. 66/3: S. 305–346. (Horn), Krems.
- 2018, mit Daniela Angetter und Johannes Seidl: Zur Entwicklung der Paläontologie in Wien bis 1945. In: Abhandlungen der Geologischen Bundesanstalt. Band 72, Gerin, Wien, S. 9–159 (zobodat.at [PDF]).